# Eois olivacea
Eois olivacea är en fjärilsart som beskrevs av Felder 1875. Eois olivacea ingår i släktet Eois och familjen mätare. Inga underarter finns listade i Catalogue of Life.